# عملیات پولارفوکس
عملیات روباه قطبی (فنلاندی: operaatio Napakettu) نام رمزی بود که در ژوئیه ۱۹۴۱ در سال ۱۹۴۱ توسط نیروهای آلمانی و فنلاندی علیه نیروهای دفاعی جبهه شمالی اتحاد جماهیر شوروی در جنگ جهانی دوم داده شد.